# كونغرس الولايات المتحدة الخامس والسبعون
كونغرس الولايات المتحدة الأمريكية الخامس والسبعون (بالإنجليزية: 75th United States Congress)‏ هو اجتماع السلطة التشريعية للحكومة الفيدرالية للولايات المتحدة، والتي تتألف من مجلس الشيوخ الأمريكي ومجلس النواب الأمريكي. اجتمعت في واشنطن العاصمة، في الفترة من 3 يناير 1937 إلى 3 يناير 1939، خلال العامين الخامس والسادس من رئاسة فرانكلين روزفلت.
استند توزيع المقاعد في مجلس النواب الأمريكي على التعداد السكاني للولايات المتحدة عام 1930. سيطر الحزب الديمقراطي على المجلسين بأغلبية ساحقة، مع زيادة الحزب لأغلبيته في كل من مجلسي النواب والشيوخ، ومع إعادة انتخاب الرئيس روزفلت، حافظ الحزب الديمقراطي على ثلاثية الحكومة الفيدرالية الشاملة. وهو الوضع السياسي الذي يسيطر فيه نفس الحزب السياسي على السلطة التنفيذية وكلا مجلسي السلطة التشريعية في الولايات التي لديها سلطة تشريعية من مجلسين.

## أحدات مهمة
- 20 يناير 1937: الرئيس فرانكلين روزفلت يبدأ فترة ولايته الثانية.
- 05 فبراير 1937: اقترحت روزفلت خطة لتعبئة المحكمة.
- 26 مارس 1937: أصبح ويليام هاستي أول أمريكي من أصل أفريقي يتم تعيينه في منصب قاض فيدرالي.
- 12 أبريل 1937: المجلس الوطني لعلاقات العمل ضد شركة جونز آند لافلين للصلب: قضت المحكمة العليا في الولايات المتحدة بأن قانون علاقات العمل الوطني دستوري. والمعروف أيضًا باسم قانون فاغنر.
- 22 يوليو 1937: مجلس الشيوخ يرفض خطة تعبئة المحكمة.
- 05 أكتوبر 1937: روزفلت يلقي خطاب الحجر الصحي.